# Asa W. Jones

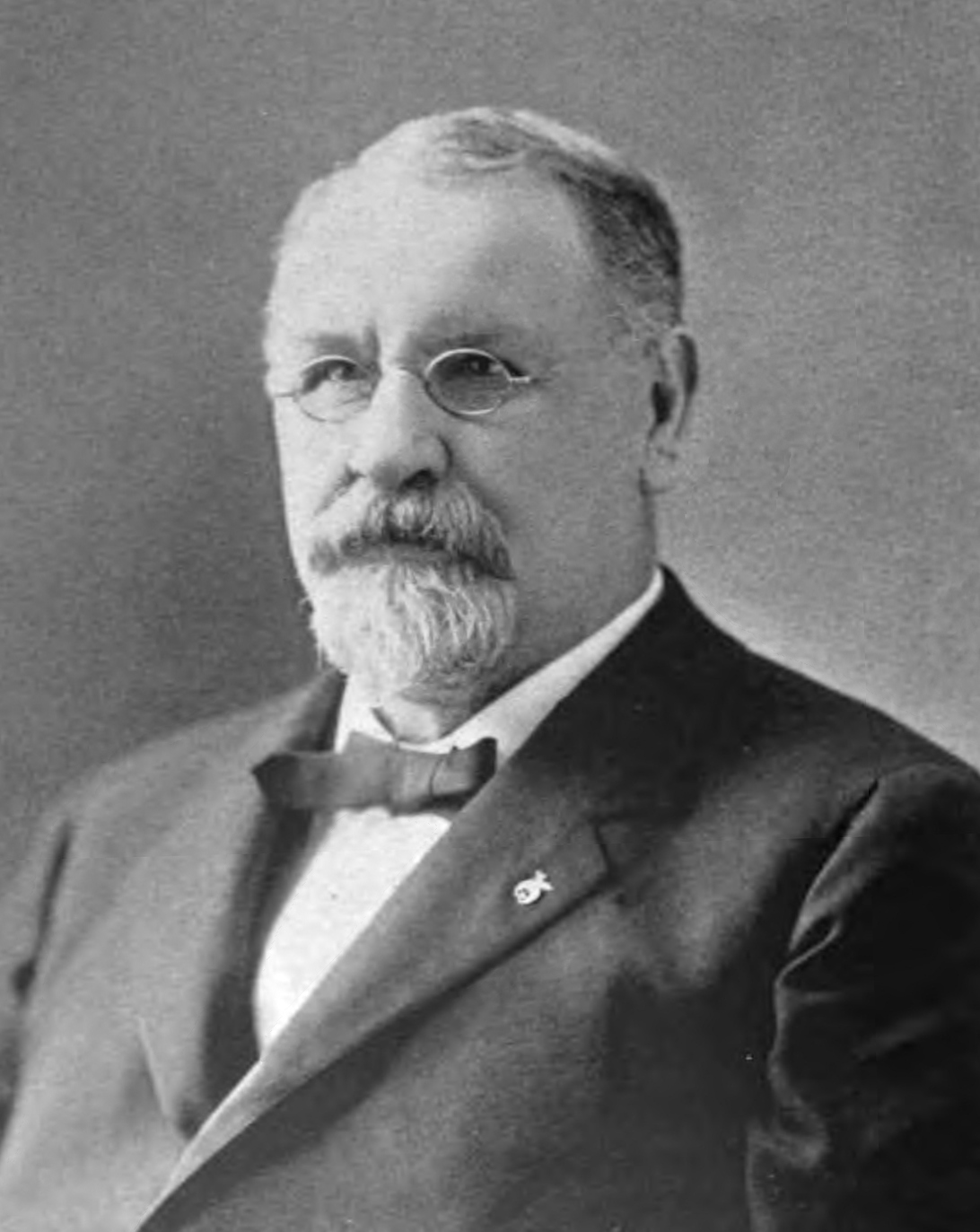
Asa W. Jones c. 1896

Asahel Wellington „Asa“ Jones (* 18. September 1838 in Johnstonville, Trumbull County, Ohio; † 9. Oktober 1918 im Trumbull County, Ohio) war ein US-amerikanischer Politiker. Zwischen 1896 und 1900 war er Vizegouverneur des Bundesstaates Ohio.

## Werdegang
Asa Jones wuchs auf einer Farm auf und besuchte die öffentlichen Schulen seiner Heimat. Nach einem anschließenden Jurastudium und seiner 1859 erfolgten Zulassung als Rechtsanwalt arbeitete er zunächst in Mecca und später in Youngstown in diesem Beruf. Dabei spezialisierte er sich auf Schadensersatzklagen durch Unfallverletzungen. Zwischen 1869 und 1873 fungierte er als Staatsanwalt im Mahoning County. Danach war er juristisch für einige Eisenbahngesellschaften tätig. In den Jahren 1884 und 1885 war er Präsident der Anwaltskammer des Staates Ohio. Außerdem stieg er in das Bankgewerbe ein. Er war Aktionär und Direktor bei der Second National Bank of Youngstown und der Dollar Savings and Trust Company.
Politisch schloss sich Jones der Republikanischen Partei an. Im Juni 1880 nahm er als Delegierter an der Republican National Convention in Chicago teil, auf der James A. Garfield als Präsidentschaftskandidat nominiert wurde. Später wurde er zum Judge Advocate General seines Staates ernannt. 1895 wurde Jones an der Seite von Asa S. Bushnell zum Vizegouverneur von Ohio gewählt. Dieses Amt bekleidete er nach einer Wiederwahl zwischen 1896 und 1900. Dabei war er Stellvertreter des Gouverneurs und Vorsitzender des Staatssenats. Nach seiner Zeit als Vizegouverneur praktizierte Asa Jones bis 1906 wieder als Anwalt. Danach wurde er in Hartford in der Landwirtschaft tätig. Er starb am 9. Oktober 1918.